# Lebanon (Nebraska)
Lebanon es una villa ubicada en el condado de Red Willow en el estado estadounidense de Nebraska. En el Censo de 2010 tenía una población de 80 habitantes y una densidad poblacional de 191,85 personas por km².

## Geografía
Lebanon se encuentra ubicada en las coordenadas 40°2′56″N 100°16′33″O / 40.04889, -100.27583. Según la Oficina del Censo de los Estados Unidos, Lebanon tiene una superficie total de 0.42 km², de la cual 0.42 km² corresponden a tierra firme y (0%) 0 km² es agua.

## Demografía
Según el censo de 2010, había 80 personas residiendo en Lebanon. La densidad de población era de 191,85 hab./km². De los 80 habitantes, Lebanon estaba compuesto por el 100% blancos, el 0% eran afroamericanos, el 0% eran amerindios, el 0% eran asiáticos, el 0% eran isleños del Pacífico, el 0% eran de otras razas y el 0% pertenecían a dos o más razas. Del total de la población el 0% eran hispanos o latinos de cualquier raza.